# Туран (Дашогуз)
«Туран футбол клуби» або просто «Туран» (туркм. Turan futbol kluby) — туркменський професіональний футбольний клуб із міста Дашогуз. Домашній стадіон - «Спорт топлуми», що вміщає 10 тисяч глядачів. Виступає у Вищій лізі Туркменістану.

## Історія
Заснований в 1992 році під назвою «Туран», під якою команда виступала у Вищій лізі Туркменістану. У грудні 1992 року команда обіграла ашгабатський «Копетдаг» (4:3) в фіналі Кубка Туркменістану і вперше стала володарем трофея.. «Туран» двічі брав участь в Кубку володарів кубків Азії з футболу.
У 2006 році нападник «Турана» Хамза Алламов став найкращим бомбардиром Чемпіонату Туркменістану з 22 голами, а команда посіла 6 місце в турнірній таблиці.
За рішенням Футбольної асоціації Туркменістану в травні 2010 перейменований в «Дашргуз», на честь назви північної частини Туркменістану. У Чемпіонаті Туркменістану 2015 року команда зайняла останнє 10 місце, проте зберегла місце в еліті.
У 2016 році команда почала виступати в Чемпіонаті Туркменістану під своєю історичною назвою «Туран».

## Досягнення
- Кубок Туркменістану:
  - Переможець: 1995
  - Фіналіст: 1994
- Кубок Нейтралітету:
  - Переможець: 1996

## Азійські кубки
| Сезон   | Турнір                                | Раунд         | Клуб          | Рахунок    | Склад | Голи     |
| ------- | ------------------------------------- | ------------- | ------------- | ---------- | ----- | -------- |
| 1995-96 | Кубок володарів кубків Азії з футболу | Кваліф. раунд | Янгієр        | (0-3, 1-1) |       |          |
| 1996-97 | Кубок володарів кубків Азії з футболу | 1-ий раунд    | Ордабаси-СКІФ | (0-0, 1-5) |       | Крохмаль |